# Азимутальне викривлення свердловин
Азимута́льне ви́кривлення свердлови́н — відхилення свердловин від заданого напрямку в горизонтальній площині. А.в.с. контролюється інклінометром у процесі буріння через 50-100 м, а в складних геологічних умовах — через 20-25 м. 